# I'm Thinking of Ending Things (romance)
I'm Thinking of Ending Things é o romance de estreia do escritor canadiano Iain Reid. Foi publicado em junho de 2016 nos Estados Unidos por Simon & Schuster. O livro foi descrito como um thriller psicológico e ficção de horror, e é sobre uma jovem mulher que tem muitas dúvidas sobre a sua relação com o namorado. Apesar das suas reservas, no entanto, ela faz uma viagem de carro para conhecer os pais do namorado.
O romance foi escolhido pela National Public Radio como um dos melhores livros de 2016, foi finalista no Prêmio Shirley Jackson de 2016, e apareceu na longlist do Prêmio Frank Hegyi de Autores Emergentes. Em 2020, a Netflix lançou uma adaptação cinematográfica do livro, escrita e dirigida por Charlie Kaufman e com a participação de Jesse Plemons, Jessie Buckley, Toni Collette, e David Thewlis.

## Sinopse
A história é narrada pela namorada de alguns meses de Jack. Eles conheceram-se num pub, durante uma noite universitária de trivia, e Jake dá-lhe o seu número escrevendo-o num papel e colocando-o na mala dela. Várias semanas depois, ele leva-a a conhecer os seus pais numa quinta remota. Ela tem considerado "acabar as coisas", mas ainda não lhe disse. É uma longa viagem, e eles têm longos debates filosóficos.
A noite com os pais de Jake acaba por ser desagradável e assustadora. Eles perguntam-lhe questões embaraçosas, e ela vê coisas perturbadoras, como uma foto de Jake enquanto criança em que parece que podia ser ela. Durante a longa viagem para casa, Jake decide parar num Dairy Queen, com o que a narradora concorda relutantemente. Ela reconhece uma das raparigas que lá trabalha, mas não consegue identificar porquê. Depois de voltar para a estrada, Jake quer desfazer-se do seu lixo numa secundária deserta próxima. Depois de o fazer, ele começa a beijar-la no carro em frente à escola mas pára, devido a um flashback, onde ele vê o zelador a observá-los de uma das janelas. Furioso, Jake deixa-a sozinha no carro e entra na escola para o confrontar.
Depois de uma longa espera no carro frio, a namorada de Jake vai procurá-lo. Ela procura nos longos corredores do edifício principal, antes de se aperceber que está a ser seguida. Acreditando ser pelo zelador, ela tenta esconder-se e rapidamente se perde. A namorada de Jake revive experiências de infância traumáticas de um vizinho visitar a sua mãe e ameaçar levar-la. Assustada, ela deseja ter acabado as coisas com Jake. Nessa altura, a narração começa a tornar-se mais fragmentada e incoerente, com a narradora a perder de vista as suas identidades. A narradora lembra-se onde o ginásio fica, mesmo nunca tendo estado naquela escola. Chegando lá, esperando encontrar uma saída, ela começa a deteriorar-se fisicamente, e começa a referir-se a si mesma usando o plural "nós", invés de "eu". Rapidamente se torna aparente que a narradora e Jake são a mesma pessoa,
A narradora, agora uma amálgama de diferentes pessoas, vai em direção à sala do zelador e sobe no armário. Eles lembram-se de como queriam ter dado à mulher do pub o seu número de telefone naquela noite de trivia, mas eles tinham demasiado vergonha. Jake esperava voltar a encontrá-la, mas isso nunca aconteceu. Invés disso, ele escreveu sobre ela para viver a sua relação como uma fantasia desadaptativa. O narrador acaba por ter um esgotamento, uma vez que a sua fantasia se desfez. O zelador, revelado ser um Jake de meia-idade, encontra-os na sala. Ele dá ao narrador um cabide de metal do seu armário e diz, "estou a pensar em acabar as coisas". O narrador concorda, estica o cabide, e esfaqueia-se no pescoço com a ponta afiada. Enquanto sangram, das suas lesões, o narrador refere-se a si como "Uma só unidade, de volta a uma. Eu. Só eu. Jake. Sozinho de novo".
Muitos dos capítulos do livro são separados por conversas entre dois estranhos que falam sobre um incidente horrível que aconteceu na escola, que é implicado ser um homicídio, mas é mais tarde revelado ser um suicídio. Perto do fim do livro, é revelado que eles tão a falar sobre Jake. Jake eram um estudante que deixou a universidade à 30 anos, e trabalhava na escola como zelador. Ele falam sobre como ele veio de uma quinta e que os seus pais morreram hà muito tempo. Eles falaram do quão retirado e perturbado ele se tornou e que ele costumava passar do muito do seu tempo sozinho, a escrever nos seus cadernos. Eles falaram sobre a descoberta do seu corpo e dos cadernos, mas só quando eles os leram é que perceberam o que tinha acontecido.

## Origem
Reid disse aos entrevistadores que demorou três anos a escrever o livro, embora as ideias para a história estivessem com ele à muito mais tempo. Ele usou as suas experiência de crescer numa quinta em Ontário remoto, como também as viagens nas estradas rurais canadianas, na escuridão total. Reid disse que deixou o final do romance aberto para interpretação, e que enquanto ele tenha a sua própria explicação para o que o final significa, outras interpretações são todas "totalmente válidas". Ele adicionou que ele aprecia livros que "põem algum do ônus em mim para decifrar e completar a história".
Depois de Reid acabar o romance, ele teve problemas em encontrar alguém que o publicasse. Ele relembra, "Quase toda a gente no Canadá rejeitou-o, até Simon & Schuster fazer uma oferta modesta". O livro entrou para a lista de The New York Times Best Seller, e foi traduzido para mais de vinte línguas, e foi tornado num filme.

## Receção
Segundo Book Marks, I'm Thinking of Ending Things recebeu avaliações positivas, baseado em 5 avaliações.
Numa avaliação no Chicago Tribune, Lloyd Sachs descreveu I'm Thinking of Ending Things como "o thriller literário mais arrojado e original a aparecer em algum tempo". Ele chamou Reid de "um mestre de tensão", e disse que apesar do "peso filosófico" do livro, ele "realiza-o". Sachs recomenda reler o livro, dizendo que "com os seus enigmas profundos" e o "denso espaço psicológico [por onde as personagens estão] viajando", ele "continua cheio de surpresas sombrias como o teu buraco negro amigável do bairro".
Hannah Pittard escreveu numa avaliação para o The New York Times que ela sentiu a "tática de isco" do romance—interespaçando a narrativa Jake-e-namorada com um comentário entre dois estranhos sobre uma tragédia não especificada—demasiado "enigmática". Ela também sentiu que a história de Reid era um pouco não-diegética, pois o narrador esconde demasiado do leitor. Pittard expressou o seu desapontamento com a "grande revelação" no fim do livro, dizendo que " descarta apressadamente pistas falsas desnecessárias e sem explicação, e a revelação é, imediatamente, demasiado arrumada e demasiado conveniente para ser satisfatória".